# سقوط شريش
سقوط خيريز بيد الملك ألفونسو العاشر ملك قشتالة في عام 1261 (في عام 659 هـ [6 ديسمبر 1260 - 25 نوفمبر 1261]، وفقًا لابن عذاري)، في أواخر الربيع أو أوائل الصيف. 

## خلفية تاريخية
في وقت الحصار، كانت شريش واحدة من عدة مدن إسلامية مستقلة بقيت بعد انهيار إمارة ابن هود وحملات قشتالة الناجحة التي قادها والد ألفونسو، فرديناند الثالث ضد المسلمين. بالإضافة إلى إمارات غرناطة ومرسية ولبلة ، حافظت العديد من الدول المدن الصغيرة على استقلالها مقابل دفع الجزية وإعلان التبعية لتاج قشتالة. في وقت غزوها، كانت شريش يحكمها ابن أبيط، الذي تطلق عليه المصادر القشتالية اسم أبين هابيت وتلقبه بسيد خيريز.  
وبعد فترة وجيزة من خلافة ألفونسو لوالده في عام 1252، رفضت مدن - أركش ، شريش، نبريشة ، شدونة ، وبكة - التي خضعت لفرديناند ووافقت على دفع الجزية بعد سقوط إشبيلية في عام 1248، الاستمرار في دفع الجزية إلى ألفونسو. بحلول عام 1253، أجبر ألفونسو شريش على استئناف دفع الجزية، وأجبر شقيقه هنري أركش ونبريشة على الاستسلام. لكن ألفونسو رفض الوفاء بوعد والده بإقطاع هنري مناطق واسعة بالجنوب. فتمرد شقيقه وحاول غزو لبلة، وهزمه نونيو جونزاليس دي لارا بالقرب من نبريشة في عام 1255 وذهب إلى المنفى.   

## سقوط المدينة
في أواخر عام 1260، استدعى ألفونسو العاشر الكورتيس للاجتماع في إشبيلية لتقديم المشورة "بشأن قضية أفريقيا" ( fecho de África )، أي التجهيز لحملة صليبية جديدة ضد مغرب المرينيين بعد فشل الحملة الصليبية على سلا سنة 1260.  وفقًا لسجل ألفونسو العاشر ، أخبر الملك الجمعية أنه يرغب في "خدمة الله من خلال إلحاق الأذى بالمور [و] والاستيلاء على أراضيهم، وخاصة تلك القريبة من مدينة إشبيلية".  ثم سأل الجمعية عما إذا كان يجب عليه مهاجمة لبلة أو شريش أولاً. واختار الكورتيس هذه الأخيرة بسبب أهميتها الاستراتيجية للدفاع البري عن ميناء إل بويرتو دي سانتا ماريا الذي بُني حديثا. من المحتمل أن يكون الكورتيس قد فرض ضريبة لتغطية تكاليف الحملة ضد شريش والحملة التي تلتها ضد لبلة. 
قام ألفونسو، بمساعدة ملك غرناطة محمد الأول ،  بحصار شريش لمدة شهر قبل أن يفتح المواطنون مفاوضات التسليم بمبادرة منهم. خوفًا من أن تتعرض البساتين الثمينة وبساتين الزيتون المحيطة بالمدينة للضرر بسبب الحرب الطويلة، عرضوا الخضوع للحكم القشتالي ودفع الجزية التي كانوا يقدمونها لألفونسو إذا حفظ لهم الفونسو ممتلكاتهم. وبما أنه كان لا يزال يواجه صعوبة في تشجيع الاستيطان المسيحي في إشبيلية، وافق ألفونسو على طلب المواطنين. ثم وجه المواطنون إنذارا نهائيا إلى ابن أبيط الذي رفض التسليم: إما أن يتوصل إلى اتفاق مع ألفونسو أو يرحل. تفاوض حاكم شريش على تسليم القلعة شرط تأمين مرور آمن له ولجميع ممتلكاته.  

## تداعيات
بعد الاستسلام، عين ألفونسو نونيو جونزاليس دي لارا حاكما للمدينو. فوّض نونيو سلطته إلى فارس يُدعى جارسيا جوميز كارييو. شحن القشتاليةن القصر بالطعام والأسلحة. واحتفظ مسلمو شريش على بيوتهم وممتلكاتهم داخل الأسوار وخارجها.  